# Orchidee di Cavagrande del Cassibile
Le orchidee di Cavagrande del Cassibile, una riserva naturale nella provincia di Siracusa, appartengono a 34 specie diverse di orchidee selvatiche, alcune delle quali endemiche della Sicilia. La maggior parte delle specie fiorisce tra marzo e maggio, anche se in qualche caso la fioritura è anticipata a febbraio (''Ophrys collina'') ovvero può protrarsi sino a giugno (''Orchis fragrans''). L'epoca di fioritura citata nelle schede seguenti si riferisce al territorio della riserva. Per informazioni più generali vedere le voci relative alle singole specie.

## Anacamptis
(5 specie)
|  | Anacamptis collina (Banks & Sol. ex Russel, 1794) R.M.Bateman, Pridgeon & M.W.Chase, 1997 Fioritura: gennaio-marzo. Habitat:                   |
|  | Anacamptis coriophora (L.) R.M.Bateman, Pridgeon & M.W.Chase, 1997 Fioritura: aprile-giugno. Habitat:                                          |
|  | Anacamptis longicornu (Poir.)R.M.Bateman, Pridgeon & M.W.Chase, 1997 Sin.: Orchis longicornu Fioritura: marzo-aprile Habitat:                  |
|  | Anacamptis papilionacea (L.) R.M.Bateman, Pridgeon & M.W.Chase, 1997 Sin.: Orchis papilionacea Fioritura: Habitat:                             |
|  | Anacamptis pyramidalis (L.) Rich., 1817 Sin.: Orchis piramidalis L. Fioritura: marzo-giugno Habitat: prateria mediterranea, su suoli calcarei. |

## Himantoglossum
(1 specie)
|  | Himantoglossum robertianum (Loisel.) P.Delforge, 1999 Sin.: Orchis longibracteata Biv., Barlia longibracteata Parl., Orchis robertiana Loisel., Barlia robertiana (Loisel.) Greuter Fioritura: gennaio-marzo Habitat: due stazioni in lembi di lecceta. |

## Listera
(1 specie)
|  | Listera ovata (L.) R. Br. Fioritura: maggio-giugno Habitat: |

## Neotinea
(2 specie)
|  | Neotinea commutata (Tod.) R.M.Bateman, 2003 Sin.: Orchis commutata Tod. Fioritura: febbraio-aprile Habitat:             |
|  | Neotinea lactea (Poir.) R.M.Bateman, Pridgeon & M.W.Chase Sin.: Orchis lactea Poir. Fioritura: febbraio-aprile Habitat: |

## Ophrys
(18 specie)
|  | Ophrys apifera Huds., 1762 Fioritura: aprile - maggio Habitat:                                                                                    |
|  | Ophrys bertolonii Moretti Fioritura: marzo - maggio Habitat:                                                                                      |
|  | Ophrys bombyliflora Link Fioritura: febbraio - aprile Habitat: macchie, garighe e praterie ad Ampelodesmos mauritanicus.                          |
|  | Ophrys exaltata Ten. (endemismo siculo-calabro) Fioritura: Habitat:                                                                               |
|  | Ophrys fusca Link Fioritura: dicembre - maggio Habitat:                                                                                           |
|  | Ophrys holosericea (Burm.f.) Greuter, 1967 Sin.: Ophrys fuciflora (F.W.Schmidt) Moench Fioritura: marzo - aprile Habitat:                         |
|  | Ophrys incubacea Bianca Sin.: Ophrys sphegodes subsp. atrata Fioritura: marzo - maggio Habitat:                                                   |
|  | Ophrys lacaitae Lojac. Fioritura: marzo - giugno Habitat: praterie e garighe a substrato calcareo                                                 |
|  | Ophrys lunulata Parl. (endemismo siculo) Fioritura: marzo - aprile Habitat:                                                                       |
|  | Ophrys lutea Cav. Fioritura: febbraio - maggio Habitat:                                                                                           |
|  | Ophrys lutea subsp. minor Sin.: Ophrys sicula Fioritura: febbraio - maggio Habitat:                                                               |
|  | Ophrys oxyrrhynchos Todaro Fioritura: marzo - maggio Habitat:                                                                                     |
|  | Ophrys oxyrrhynchos subsp. biancae Sin.: Ophrys biancae (Todaro) Macchiati, Ophrys discors Bianca Fioritura: marzo-aprile Habitat:                |
|  | Ophrys passionis subsp. passionis O. et E.Danesch Sin.: Ophrys sphegodes subsp. garganica O. et E.Danesch Fioritura: marzo - maggio Habitat:      |
|  | Ophrys speculum Sinonimi: Ophrys ciliata Fioritura: marzo - aprile Habitat:                                                                       |
|  | Ophrys sphegodes Miller Fioritura: Habitat: |
|  | Ophrys sphegodes subsp. panormitana (Tod.) Kreutz, 2004 Sin.: Ophrys panormitana (Tod.) Soó (endemismo siculo) Fioritura: marzo - giugno Habitat: |
|  | Ophrys tenthredinifera Willdenow Fioritura: marzo - maggio Habitat:                                                                               |

## Orchis
(2 specie)
|  | Orchis anthropophora (L.) All., 1785 Sin.: Ophrys anthropophorum, Acerass antropophorum Fioritura:marzo-maggio Habitat: prateria mediterranea e garighe, su suoli calcarei. |
|  | Orchis italica Poir. Fioritura: marzo-maggio Habitat: |

## Serapias
(3 specie)
|  | Serapias lingua L. Fioritura: marzo-maggio. Habitat:                         |
|  | Serapias parviflora Parl. Fioritura: aprile-maggio. Habitat:                 |
|  | Serapias vomeracea (Burm. f.) Briq., 1910 Fioritura: aprile-maggio. Habitat: |

## Spiranthes
(1 specie)
|  | Spiranthes spiralis (L.) Chevall. Fioritura: settembre-ottobre Habitat: |